# Lampaul-Plouarzel
Lampaul-Plouarzel (bretonisch Lambaol-Blouarzhel) ist eine französische Gemeinde mit 2176 Einwohnern (Stand 1. Januar 2022) im Nordwesten der Bretagne im Département Finistère.

## Lage

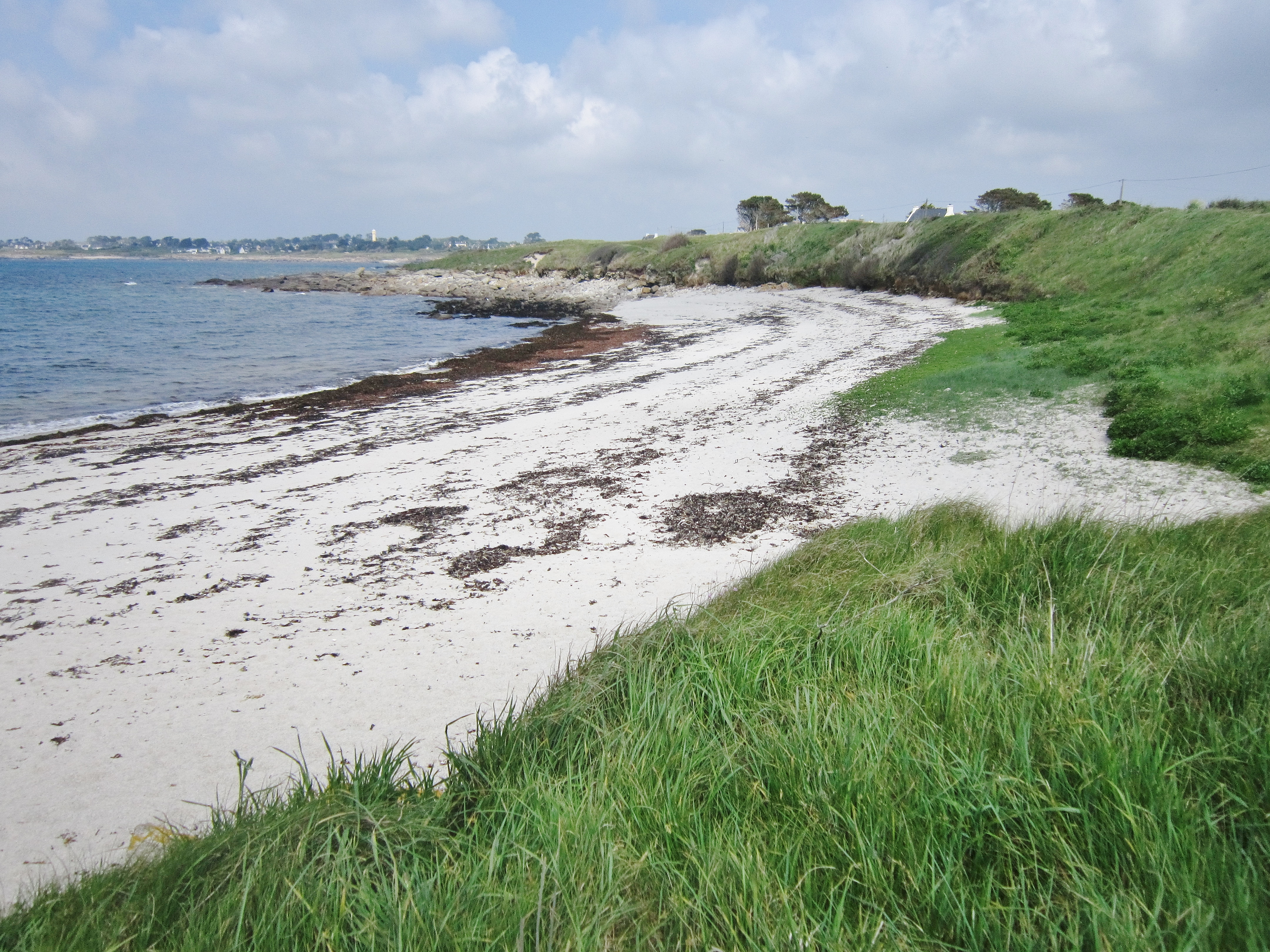
Strandabschnitt Plage de Pors ar Goret

Der Urlaubsort mit einem kleinen Fischereihafen und der Ankermöglichkeit für Sportboote und Yachten besitzt Übernachtungsmöglichkeiten vom Hotel bis zum Campingplatz. Er befindet sich direkt an der Atlantikküste bei der Côte des Abers.
Brest liegt 20 Kilometer südöstlich und Paris etwa 520 Kilometer östlich (Angaben in Luftlinie). 

## Verkehr
Bei Brest enden die Europastraße 50 (Brest-Rennes) und die Europastraße 60 (Brest-Nantes). Der Bahnhof von Brest ist Endpunkt des TGV Atlantique nach Paris sowie der Regionalbahnlinien in Richtung Rennes und Nantes.
Nahe der Großstadt Brest befindet sich der Regionalflughafen Aéroport de Brest Bretagne.

## Bevölkerungsentwicklung

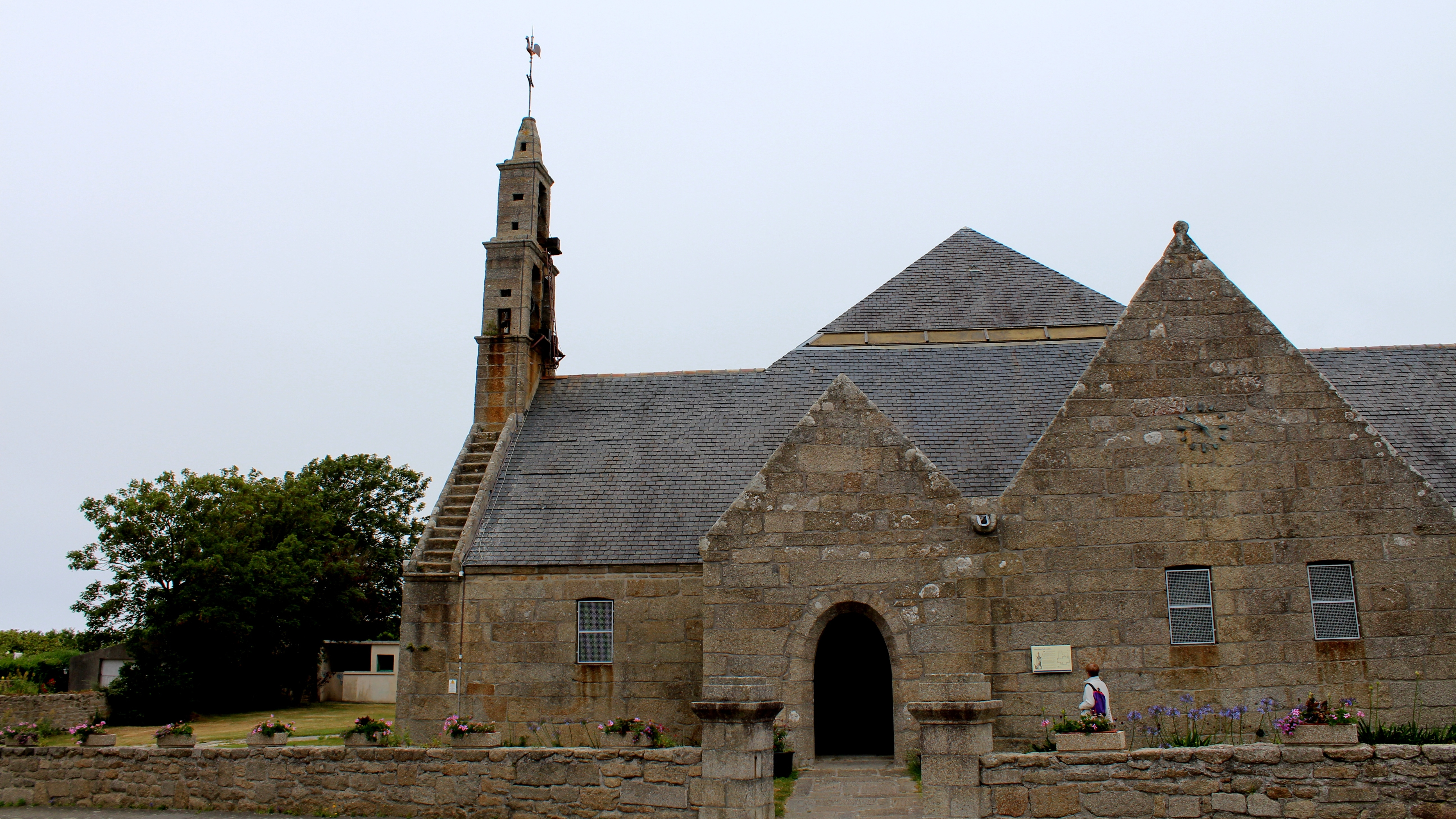
Kirche Saint-Pol-Aurélien

| Jahr                       | 1962 | 1968 | 1975 | 1982 | 1990 | 1999 | 2009 | 2017 |
| Einwohner                  | 1435 | 1464 | 1482 | 1583 | 1662 | 1766 | 2063 | 2111 |
| Quellen: Cassini und INSEE |      |      |      |      |      |      |      |      |